# Enem
Enem (en ruso: Энем; en adigué: Инэм) es un asentamiento de tipo urbano de la república de Adiguesia, en Rusia. Está situada 102 km al noroeste de Maikop. Contaba con 17 890 habitantes en 2010.
Es cabeza del municipio Enémskoye, al que pertenecen asimismo Druzhni, Novobzhegokái, Novi Sad y Supovski.

## Historia
Fue fundada en 1890 como un jútor y le fue otorgado el estatus de asentamiento obrero (rabochi posiólok) en 1967.

## Demografía

### Evolución demográfica
| 1989   | 2002   | 2005   | 2010   |
| ------ | ------ | ------ | ------ |
| 17 843 | 17 654 | 17 684 | 17 890 |

### Nacionalidades
De los 17 654 habitantes con que contaba en 2002, el 63.6 % era de etnia rusa, el 24.3 % era de etnia adigué, el 2.7 % era de etnia ucraniana, el 1.6 % era de etnia armenia y el 0.1 % era de etnia kurda.

## Transporte
La ciudad está conectada a la carretera Krasnodar - Novorossisk, parte de la ruta europea 115 y cuenta con un aeropuerto desde el que opera la compañía local «Krasnodar (Enem)».
Cuenta con dos estaciones de ferrocarril Enem I y Enem II en el ferrocarril del Cáucaso Norte:

## Personalidades
- Anatoli Berezovói (1942-2014), cosmonauta.